# Chedly Bouallegue
Chedly Bouallegue (arabe : الشادلي بوعلاق), né le 31 juillet 1973 à Tunis, est un haut fonctionnaire et gouverneur tunisien.

## Biographie
Titulaire d'une maîtrise en sciences de l'emploi et d'un diplôme de troisième cycle en sciences sociales, il est délégué d'El Jem avant 2015 puis est nommé gouverneur de Kasserine jusqu'au 16 septembre 2016, avant d'être muté comme gouverneur du Kef.
Le 29 octobre 2017, il est nommé gouverneur de Tunis. Le 30 décembre 2021, il est démis de ses fonctions par arrêté présidentiel. 